# Marcelo Salas
José Marcelo Salas Melinao (* 24. Dezember 1974 in Temuco) ist ein ehemaliger chilenischer Fußballspieler.

## Karriere
Der Mittelstürmer Salas, Spitzname El Matador, kam bereits als 22-Jähriger aus Chile zum argentinischen Traditionsverein River Plate Buenos Aires und entwickelte sich dort zu einem der torgefährlichsten Angreifer. Im Jahr 1997 gewann er mit River Plate die Supercopa Sudamericana. Das Final-Hinspiel gegen den FC São Paulo endete dabei 0:0, das Rückspiel 2:1, wobei Salas beide Tore für sein Team erzielte. Im gleichen Jahr wurde er zu Südamerikas Fußballer des Jahres und zu Argentiniens Fußballer des Jahres gewählt.
Außerdem qualifizierte sich die chilenische Fußballnationalmannschaft dank seiner Tore für die Fußball-Weltmeisterschaft 1998 in Frankreich. Nach dem Turnier, in welchem seine Mannschaft bis ins Achtelfinale vordringen konnte und Salas vier Tore erzielte, wechselte er zu Lazio Rom. 
Mit Lazio wurde er 2000 italienischer Meister und Pokalsieger. Außerdem gewann er 1999 den Europapokal der Pokalsieger und den UEFA Super Cup, wobei er beim Sieg über Manchester United das einzige Tor des Spiels erzielte. 
2001 wechselte er zum italienischen Rekordmeister Juventus Turin. Mit Juve gewann er zweimal den Scudetto, allerdings war seine Zeit in Turin von Verletzungen geprägt und so absolvierte er für Juventus in zwei Spielzeiten nicht einmal die Hälfte der möglichen Pflichtspiele und erzielte dabei nur eine Handvoll Tore. 
Nach fünf Jahren in Italien wechselte er zurück nach Argentinien zu River Plate. Ab der Saison 2005/06 spielte er wieder für CF Universidad de Chile und war Kapitän der chilenischen Nationalmannschaft, die erfolglos versuchte, sich für die Fußball-Weltmeisterschaft 2006 in Deutschland zu qualifizieren. Am 28. November 2008 beendete der Stürmer im Alter von 33 Jahren seine Karriere.

## Erfolge

### International
- Supercopa Sudamericana: 1997
- Europapokal der Pokalsieger: 1998/99
- UEFA Super Cup: 1999

### National
- Chilenische Meisterschaft: 1994, 1995
- Argentinische Meisterschaft: 1996 (Apertura), 1997 (Clausura), 1997 (Apertura), 2004 (Clausura)
- Italienische Meisterschaft: 1999/2000, 2001/02, 2002/03
- Italienischer Pokal: 1999/2000
- Italienischer Supercup: 1998, 2000, 2002

### Individuelle Erfolge
- Südamerikas Fußballer des Jahres: 1997
- Argentiniens Fußballer des Jahres: 1997
- Früherer Rekordtorschütze der chilenischen Nationalmannschaft